# Robert I Burgundzki
Robert I de Bourgogne, Robert Mocny (ur. 1011  – zm. 21 marca 1076 w Fleury-sur-Ouche) - książę Burgundii w latach 1034–1076, hrabia Auxerre (1040–1060). Syn Roberta II, króla Francji z dynastii Kapetyngów, i jego trzeciej żony - Konstancji z Arles.
W 1033 ożenił się z Hélie (Heleną) de Semur (1016–1056), córką Dalmasa, pana Semur, i Aremburge de Vergy. Z Hélie de Semur, Robert doczekał się:
- Hugo (ur. ok. 1034 - zginął w bitwie 1059/60)
- Henryk de Bourgogne (ur. ok. 1035  – zm. 1066/74)
- Robert (ur. 1040 - zm. otruty w 1113)
- Szymon (ur. 1040/45 - zm. po 1087)
- Konstancja (ur. 1046  – zm. 1093), żona (1) Hugona II, hrabiego de Chalon (zm. 1078), (2) od 1081 Alfonsa VI, króla Kastylii (zm. 1109).

Robert był człowiekiem porywczym, podczas sprzeczki ze swoim teściem Dalmasem i szwagrem Joceranem, własnymi rękami zabił ich obu. W 1048 ożenił się ponownie, z Ermengardą, nazywaną Blanką, córką Fulka III Czarnego, hrabiego Andegawenii, i Hildegardy z Sundgau, wdowę po Godfryda II Ferréola, hrabim Gâtinais. Z drugą żoną miał córkę:
- Hildegardę (ur. ok. 1050 - zm. po 1104), trzecią żonę Wilhelma VIII, księcia Akwitanii i hrabiego Poitiers (zm. 1086),  (1058–1086)

Został pochowany w Sémur.